# Gézatorix
Gézatorix ou Gezatorix (en grec : Γεζατόριγος) est un roi galate du IIe siècle av. J.-C. mentionné brièvement par Polybe et Strabon. 
Il aurait exercé son pouvoir sur une partie de la Paphlagonie, dans le nord de l'Asie mineure ; Strabon l'évoque dans sa Géographie sous la forme d'un toponyme, le canton Γεζατόριγος, qui dérive de son nom. Selon Polybe, Gézatorix fut l'allié de Pharnace, roi du Pont, contre Eumène II de Pergame.
Son nom pourrait signifier en gaulois « roi des lanceurs de javelot »,.

### Sources primaires
- Polybe, Histoires
- Strabon, Géographie